# Psychotria pubiflora
Psychotria pubiflora är en måreväxtart som först beskrevs av Asa Gray, och fick sitt nu gällande namn av Francis Raymond Fosberg. Psychotria pubiflora ingår i släktet Psychotria och familjen måreväxter. Inga underarter finns listade i Catalogue of Life.